# Cuatro estaciones en La Habana
Cuatro estaciones en La Habana es una miniserie televisiva de ficción detectivesca ambientada en La Habana de los años noventa. La serie, que lleva una temporada, es una adaptación de cuatro novelas policíacas del escritor Leonardo Padura, quien además es el autor del guion junto con su esposa, la escritora y guionista Lucía López Coll.
La miniserie fue estrenada en Netflix en diciembre de 2016. Cada capítulo toma una de las historias de los libros de Padura Pasado perfecto, Vientos de cuaresma, Máscaras y Paisaje de otoño, protagonizadas por el detective Mario Conde.
La primera entrega, Vientos de cuaresma, se estrenó poco antes como un largometraje de 110 minutos bajo el título Vientos de La Habana.

## Argumento
El teniente Mario Conde (Jorge Perugorría) es un policía nostálgico con una vida caótica, un hombre con muchos problemas pero con valores éticos muy fuertes y apasionado por la literatura que mantiene una batalla ética contra la corrupción, la doble moral y el oportunismo.
Conde busca de malhechores de forma poco ortodoxa en una ciudad infectada por redes mafiosas y tráfico de drogas durante el período especial cubano. La serie es un testimonio de lo que fue la vida cubana durante esa época y un retrato generacional.

## Premios
En el año 2017 obtuvo el galardón en los Premios Platino como Mejor Teleserie Iberoamericana.